# Unión de Industrias Militares
Unión de Industrias Militares (viết tắt UIM, tạm dịch: Liên hiệp Công nghiệp Quân sự) là tổ hợp quân sự–công nghiệp thuộc sở hữu nhà nước ở Cuba. Tổ hợp này chịu trách nhiệm sửa chữa vũ khí và công nghệ của các đơn vị lục quân, không quân và hải quân thuộc Lực lượng Vũ trang Cách mạng Cuba cũng như sản xuất vũ khí hạng nhẹ dành cho bộ binh, đạn dược, mìn và đủ loại thiết bị khác. UIM cũng dành một phần năng lực sản xuất và dịch vụ của mình để phục vụ những yêu cầu khác của nền kinh tế Cuba.

## Lịch sử
UIM có nguồn gốc từ thập niên 1960 qua việc thành lập Empresas Militares Industriales (viết tắt EMI, tạm dịch: Công ty Công nghiệp Quân sự) sau Cách mạng Cuba. Nhóm này ban đầu vận hành các căn cứ sửa chữa dành cho quân đội. Trong suốt Chiến tranh Lạnh, ngành công nghiệp quân sự sản xuất thiết bị theo giấy phép và giám sát việc bảo trì trang thiết bị, phần lớn được chuyển từ Liên Xô.
Sau khi Chiến tranh Lạnh kết thúc, trong Thời kỳ Đặc biệt gặp phải khó khăn về kinh tế vào thập niên 1990, UIM được giao trách nhiệm mới là "đóng góp vào sự phát triển kinh tế của đất nước và tự chủ tài chính của lực lượng vũ trang". Do đó, chính phủ bèn ban hành mệnh lệnh nhằm chuyển đổi một phần ngành công nghiệp này sang nhu cầu dân sự, tập trung vào khía, trái cây và các loại thực phẩm khác. Đến năm 1996, khoảng 30% trách nhiệm của UIM là dành cho khu vực dân sự.

## Cơ sở
UIM bao gồm 12 công ty công nghiệp quân sự, 7 trung tâm nghiên cứu và phát triển và 2 trung tâm dịch vụ khoa học-công nghệ trên khắp cả nước. Hoạt động trong số 16 cơ sở công nghiệp, tổng cộng có khoảng 230 nhà máy và công ty tham gia.

## Sản phẩm
- Mambi AMR
- Súng bắn tỉa Alejandro
- Xe tấn công nhanh Fiero